# Dmitri Rogatchev
Pour les articles homonymes, voir Rogatchev.
Dmitri Dmitrievitch Rogatchev (en russe : Дмитрий Дмитриевич Рогачёв), né le 2 octobre 1895 et mort le 1er juin 1963, est un militaire soviétique. Il prit part à la révolution russe et à la Seconde Guerre mondiale et fut élevé au grade de contre-amiral en 1941.

## Biographie
Né dans une famille de paysans pauvres, il part travailler en 1908 à Moscou dans une usine de composants électriques, puis à partir de 1913 dans une usine de canons, toujours comme électricien. 
Lors de son service militaire en 1915 il est affecté à la marine, dans la flotte de la Baltique, sur le cuirassé Slava.
Lors de la révolution d'Octobre, il participe à la prise des casernes des cadets de la marine, à la protection du siège de la Douma et des ponts sur la Neva. Lors de la guerre civile, il sert comme assistant au chef de la flottille du lac Baïkal, puis comme chef du service des transmissions pour le front de l'Est de l'Armée rouge.
En 1921, il devient capitaine de monitor, puis commandant et commissaire d'un bataillon et d'une brigade de monitors.   
En 1929, il est diplômé de l'institut naval du ministère de la défense (école de marine en mémoire de Mikhaïl Frounze).
En 1938, il est nommé second du commandant de la flottille de l'Amour.
En 1940, il est nommé commandant de la flottille de Minsk, à la tête de laquelle il sert lorsqu'éclate la grande guerre patriotique. De février 1942 à juillet 1943, il commande la flottille de la Volga qui joue un grand rôle lors de la bataille de Stalingrad. De 1944 à 1946 il commande la base navale de Kiev au sein de la flottille de Dniepropetrovsk.
Après la guerre il occupera les postes de commandant des unités d'instruction puis des chantiers de construction navale de Zelenodolsk.  

## Postérité
Le patrouilleur russe Dmitri Rogatchev, lancé en 2017, est nommé en son honneur.